# St. Anna (Biała Podlaska)

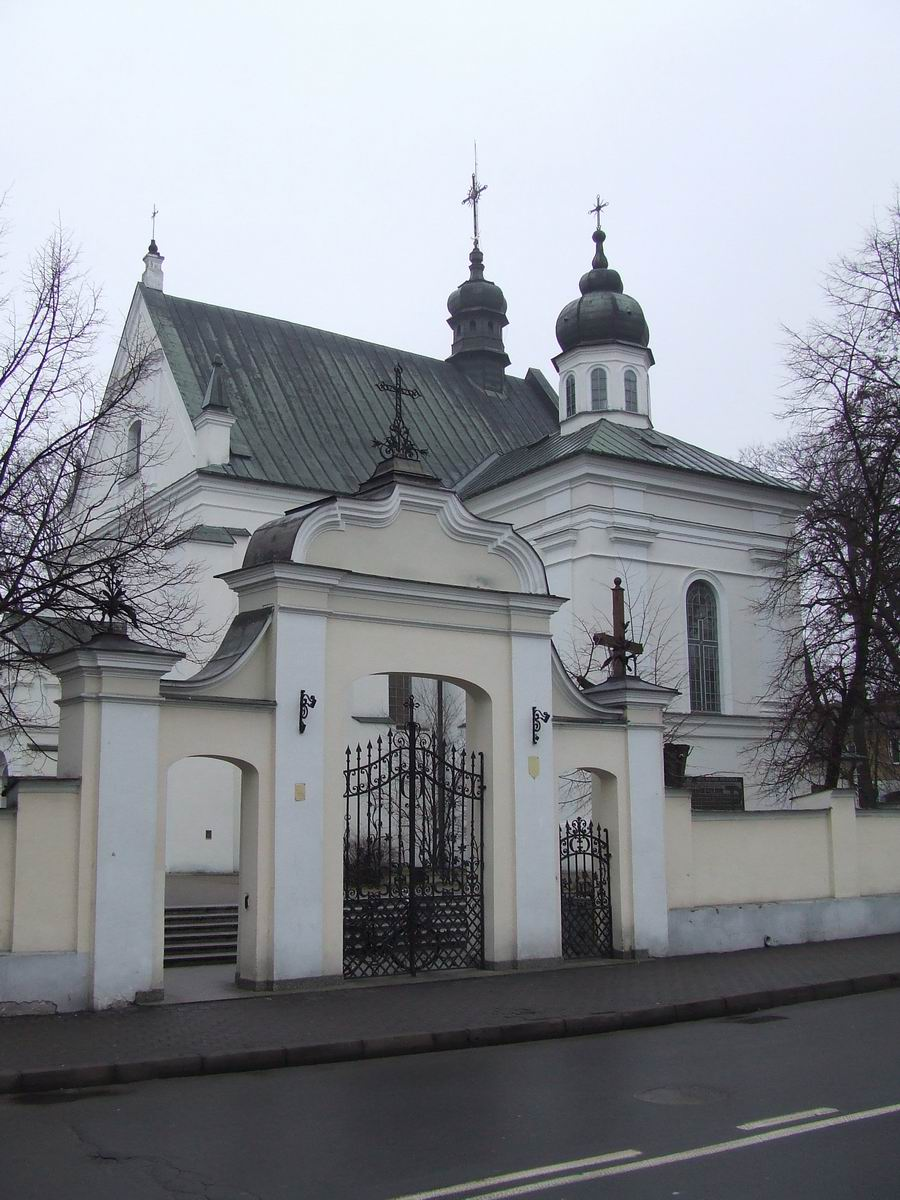
Kirche St. Anna

Die Kirche St. Anna in Biała Podlaska ist eine barocke römisch-katholische Kirche im Bistum Siedlce.

## Geschichte
Die Kirche wurde 1572 – auf dem Gelände eines früheren Tempels – durch die antitrinitarischen Polnischen Brüder als evangelische Kirche erbaut. 1596 wurden die Protestanten von Mikołaj Krzysztof Radziwiłł vertrieben, einem maßgeblichen Vertreter der Gegenreformation in Polen und Litauen. Von 1597 bis 1603 wurde sie zu einer katholischen Kirche erweitert und 1603 der heiligen Anna gewidmet. Die Kirche ist in Form eines Kreuzes gebaut.
Auf Initiative von Katarzyna Sobieska, der Schwester des polnischen Königs Johann III. Sobieski und Frau des Herrschers von Biała, Michael Kasimir Radziwiłł, wurde auf der Außenseite der Kuppel am Fuße eines Kreuzes ein Halbmond angebracht, der an den Sieg des polnischen Königs in der Schlacht am Kahlenberg 1683 erinnert, mit dem die Zweite Wiener Türkenbelagerung beendet wurde.
1765 wurde die Kirche durch einen separaten Glockenturm erweitert. 2005 ist sie vollständig saniert worden.